# Parroquia Joaquín Crespo
La parroquia Joaquín Crespo es una división político-administrativa venezolana de carácter urbano ubicada en el sureste del municipio Girardot, estado Aragua, Venezuela. Fue creada en 1943 junto con el municipio urbano Páez.[cita requerida]
La parroquia es parte de la extensión sur del municipio e incluye parte de la transitada e histórica avenida Fuerzas Aéreas, el terminal de pasajeros de Maracay, la avenida Constitución hasta la avenida Maracay, la Clínica Popular Especializada San Carlos y el parque Metropolitano de Maracay.

## Toponimia

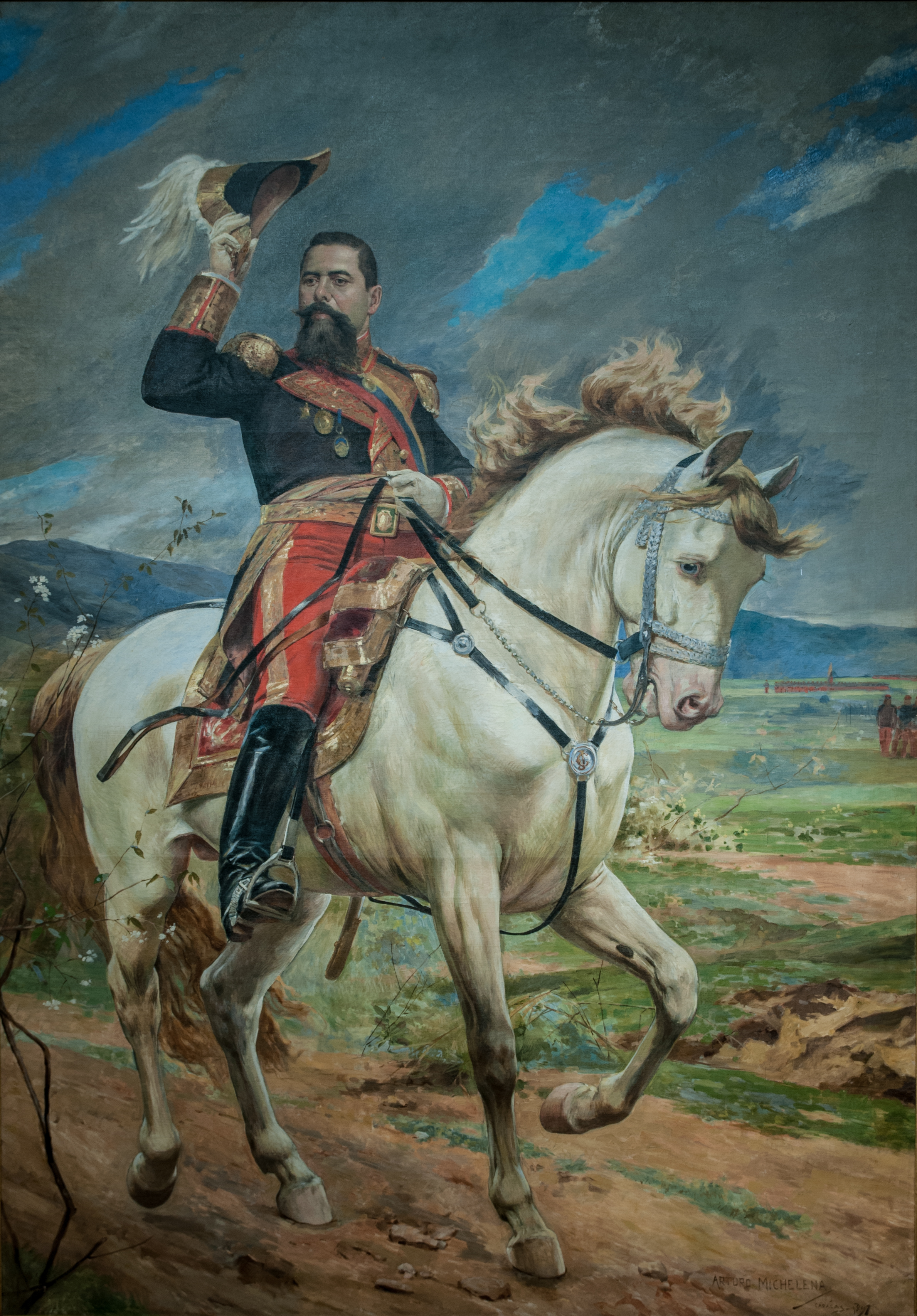
Retrato ecuestre de Joaquín Crespo por el pintor Arturo Michelena

Esta parroquia debe su nombre a Joaquín Crespo, presidente de Venezuela en dos oportunidades dentro del período histórico conocido como el Liberalismo Amarillo.

## Demografía
La parroquia posee una población aproximada de 45 mil habitantes, una superficie de 6,13 km². Siendo la urbanización El Piñonal el sector más grande en superficie de esta parroquia con 1,25 km².
Sectores de la parroquia Joaquín Crespo:
| Sector                 | Tipo         | Superficie | Coordenadas           |
| ---------------------- | ------------ | ---------- | --------------------- |
| La Maracaya            | Urbanización | 0,36 km²   | 10°14'25"N 67°35'3"O  |
| Mario Briceño Iragorry | Urbanización | 0,15 km²   | 10°14'13"N 67°35'0"O  |
| Las Acacias            | Urbanización | 0,60 km²   | 10°13'56"N 67°34'57"O |
| San José               | Barrio       | 0,40 km²   | 10°14'22"N 67°34'45"O |
| El Piñonal             | Urbanización | 1,25 km²   | 10°13'57"N 67°34'42"O |
| Girardot               | Urbanización | 0,15 km²   | 10°14'15"N 67°34'11"O |
| El Trébol              | Urbanización | 0,04 km²   | 10°13'35"N 67°34'49"O |
| 12 de Febrero          | Barrio       | 0,13 km²   | 10°13'32"N 67°34'29"O |
| Guasimal               |              |            | 10°13'57"N 67°33'35"O |
| Parque Metropolitano   | Barrio       |            | 10°13'37"N 67°33'40"O |

## Límites
La parroquia Joaquín Crespo limita al norte con la parroquia Madre María de San José, al oeste con la parroquia José Casanova Godoy, al sur con la parroquia Pedro José Ovalles y al este con la parroquia Samán de Güere del municipio Santiago Mariño.
|                            | Norte: Madre María de San José |                                                  |
| Oeste: José Casanova Godoy |                                | Este: Samán de Güere (municipio Santiago Mariño) |
|                            | Sur: Pedro José Ovalles        |                                                  |